# Hipposideros larvatus
Hipposideros larvatus — є одним з видів кажанів родини Hipposideridae.

## Поширення
Країни поширення: Бангладеш, Камбоджа, Китай, Індія, Індонезія (Балі, Ява, Калімантан, Суматра), Лаос, Малайзія (півострівна Малайзія, Сабах, Саравак), М'янма, Таїланд, В'єтнам. Цей вид зустрічається від рівня моря до близько 2000 м над рівнем моря. Мешкає в різних середовищах проживання від сильно порушених сільськогосподарських земель до вторинних лісів, в сухих і вологих областях. Часто пов'язаний з вапняковими печерами. На півострові Малайзія, вид був живе у первинних низинних вологих тропічних лісах. Лаштує сідала в печерах, шахтах, будівлях.

## Загрози та охорона
Немає серйозних загроз для даного виду в цілому. Цей вид присутній в багатьох охоронних територіях.